# Limnothalassa Korission (Kerkyra)
Limnothalassa Korission (Kerkyra) este o arie protejată (arie specială de conservare — SAC, sit de importanță comunitară — SCI) din Grecia întinsă pe o suprafață de 2.316,88 ha, integral pe uscat.

## Localizare
Centrul sitului Limnothalassa Korission (Kerkyra) este situat la coordonatele 39°26′48″N 19°55′16″E / 39.446801°N 19.921234°E.

## Înființare
Situl Limnothalassa Korission (Kerkyra) a fost declarat sit de importanță comunitară în august 1996 pentru a proteja 9 specii de animale. Situl a fost protejat și ca arie specială de conservare în martie 2011.

## Biodiversitate
Situată în ecoregiunea mediteraneană, aria protejată conține 10 habitate naturale: Lagune de coastă, Pășuni mediteraneene udate de apa mării (Juncetalia maritimi), Tufărișuri halofile mediteraneene și termo-atlantice (Sarcocornetea fruticosi), Dune mobile cu vegetație embrionară, Dune mobile de-a lungul țărmului cu Ammophila arenaria („dune albe”), Dune cu Euphorbia terracina, Dune de coastă cu Juniperus spp., Pajiști umede mediteraneene cu ierburi înalte de Molinio-Holoschoenion, Mlaștini calcaroase cu Cladium mariscus și specii de Caricion davallianae, Galerii de Salix alba și de Populus alba.
La baza desemnării sitului se află mai multe specii protejate:
- mamifere (1): vidră de râu (Lutra lutra)
- nevertebrate (1): Euplagia quadripunctaria
- pești (3): Aphanius fasciatus, Knipowitschia goerneri, Pelasgus thesproticus
- reptile (4): șarpele cu patru dungi (Elaphe quatuorlineata), țestoasa de baltă (Emys orbicularis), Mauremys rivulata, țestoasă bănățeană (Testudo hermanni)

Pe lângă speciile protejate, pe teritoriul sitului au mai fost identificate 2 specii de amfibieni, 3 specii de mamifere, 1 specie de pești, 12 specii de reptile.